# چاتال‌کوپرو (اردهان)
چاتال‌کوپرو (به ترکی استانبولی: Çatalköprü، به ارمنی: Շեդևան) یک منطقهٔ مسکونی در ترکیه است که در اردهان واقع شده‌است.